# 劉伯堅烈士紀念碑
劉伯堅烈士紀念碑位於四川省平昌縣江口鎮，文物遺址年代判定為1986年。1991年4月16日公佈為四川省第三批文物保護單位。